# Swedish Open
El Torneig de Bastad, oficialment conegut com a Swedish Open, és un torneig tennístic professional que es disputa anualment sobre terra batuda al Båstad Tennisstadion de Båstad, Suècia. Pertany a les sèries 250 del circuit ATP masculí amb el nom de SkiStar Swedish Open.
El torneig es va crear l'any 1948 per ambdós sexes fins a l'any 1990, que la competició femenina es va desplaçar a Estocolm. Després de la seva venda el 2008, el torneig femení va tornar a Bastad. Els darrers anys ha tingut els noms de Investor Swedish Open, Wideyes Swedish Open, Telenordia Swedish Open, Synsam Swedish Open i Catella Swedish Open. L'esdeveniment femení es va cancel·lar l'any 2018 en substitució del Moscow River Cup, fins aquella data es disputava amb el nom de Collector Swedish Open Women dins la categoria International.
Anualment, els tennistes escullen els millors torneigs de l'any de cada categoria per ser guardonats amb el ATP Tournament of the Year. Aquest torneig ha rebut l'honor de millor torneig International Series Tournament o sèries 250 en vuit ocasions (2002, 2003, 2004, 2005, 2006, 2007, 2008 i 2009). És el primer torneig a ser guardonat vuit ocasions consecutives.

## Palmarès

### Individual masculí
| Any  | Campió                                            | Finalista                                         | Resultat                                          |
| ---- | ------------------------------------------------- | ------------------------------------------------- | ------------------------------------------------- |
| 2025 | Luciano Darderi                                   | Jesper de Jong                                    | 6−4, 3−6, 6−3                                     |
| 2024 | Nuno Borges                                       | Rafael Nadal                                      | 6−3, 6−2                                          |
| 2023 | Andrei Rubliov                                    | Casper Ruud                                       | 7−6(3), 6−0                                       |
| 2022 | Francisco Cerúndolo                               | Sebastián Báez                                    | 7−6(4), 6−2                                       |
| 2021 | Casper Ruud                                       | Federico Coria                                    | 6−3, 6−3                                          |
| 2020 | Torneig suspès a causa de la pandèmia de COVID-19 | Torneig suspès a causa de la pandèmia de COVID-19 | Torneig suspès a causa de la pandèmia de COVID-19 |
| 2019 | Nicolás Jarry                                     | Juan Ignacio Londero                              | 7−6(7), 6−4                                       |
| 2018 | Fabio Fognini                                     | Richard Gasquet                                   | 6−3, 3−6, 6−1                                     |
| 2017 | David Ferrer (3)                                  | Alexandr Dolgopolov                               | 6−4, 6−4                                          |
| 2016 | Albert Ramos Viñolas                              | Fernando Verdasco                                 | 6−3, 6−4                                          |
| 2015 | Benoît Paire                                      | Tommy Robredo                                     | 7−6(7), 6−3                                       |
| 2014 | Pablo Cuevas                                      | João Sousa                                        | 6−2, 6−1                                          |
| 2013 | Carlos Berlocq                                    | Fernando Verdasco                                 | 7−5, 6−1                                          |
| 2012 | David Ferrer (2)                                  | Nicolas Almagro                                   | 6−2, 6−2                                          |
| 2011 | Robin Soderling (2)                               | David Ferrer                                      | 6−2, 6−2                                          |
| 2010 | Nicolás Almagro                                   | Robin Söderling                                   | 7−5, 3−6, 6−2                                     |
| 2009 | Robin Soderling                                   | Juan Mónaco                                       | 6−3, 7−6(4)                                       |
| 2008 | Tommy Robredo (2)                                 | Tomáš Berdych                                     | 6−4, 6−1                                          |
| 2007 | David Ferrer                                      | Nicolas Almagro                                   | 6−1, 6−2                                          |
| 2006 | Tommy Robredo                                     | Nikolai Davidenko                                 | 6−2, 6−1                                          |
| 2005 | Rafael Nadal                                      | Tomáš Berdych                                     | 2−6, 6−2, 6−4                                     |
| 2004 | Mariano Zabaleta (2)                              | Gastón Gaudio                                     | 6−1, 4−6, 7−6(4)                                  |
| 2003 | Mariano Zabaleta                                  | Nicolás Lapentti                                  | 6−3, 6−4                                          |
| 2002 | Carles Moyà                                       | Younes El Aynaoui                                 | 6−3, 2−6, 7−5                                     |
| 2001 | Andrea Gaudenzi                                   | Bohdan Ulihrach                                   | 7−5, 6−3                                          |
| 2000 | Magnus Norman (2)                                 | Andreas Vinciguerra                               | 6−1, 7−6(6)                                       |
| 1999 | Juan Antonio Marín                                | Andreas Vinciguerra                               | 6−3, 7−6(4)                                       |
| 1998 | Magnus Gustafsson (4)                             | Andrí Medvèdev                                    | 6−2, 6−3                                          |
| 1997 | Magnus Norman                                     | Juan Antonio Marín                                | 7−5, 6−2                                          |
| 1996 | Magnus Gustafsson                                 | Andrí Medvèdev                                    | 6−1, 6−3                                          |
| 1995 | Fernando Meligeni                                 | Christian Ruud                                    | 6−4, 6−4                                          |
| 1994 | Bernd Karbacher                                   | Horst Skoff                                       | 6−4, 6−3                                          |
| 1993 | Horst Skoff                                       | Ronald Agenor                                     | 7−5, 1−6, 6−0                                     |
| 1992 | Magnus Gustafsson                                 | Tomàs Carbonell                                   | 5−7, 7−5, 6−4                                     |
| 1991 | Magnus Gustafsson                                 | Alberto Mancini                                   | 6−1, 6−2                                          |
| 1990 | Richard Fromberg                                  | Magnus Larsson                                    | 6−2, 7−6                                          |
| 1989 | Ryan Mayorsson                                    | Bruno Oresar                                      | 7−6, 7−6                                          |
| 1988 | Marcelo Filippini                                 | Francesco Cancellotti                             | 2−6, 6−4, 6−4                                     |
| 1987 | Henrik Sundström (2)                              | Joakim Nyström                                    | 4−6, 6−0, 6−3                                     |
| 1986 | Emilio Sánchez Vicario                            | Mats Wilander                                     | 7−6, 4−6, 6−4                                     |
| 1985 | Mats Wilander (3)                                 | Stefan Edberg                                     | 6−1, 6−0                                          |
| 1984 | Henrik Sundström                                  | Anders Järryd                                     | 3−6, 7−5, 6−3                                     |
| 1983 | Mats Wilander                                     | Anders Järryd                                     | 6−1, 6−2                                          |
| 1982 | Mats Wilander                                     | Henrik Sundström                                  | 6−4, 6−4                                          |
| 1981 | Thierry Tulasne                                   | Anders Järryd                                     | 6−2, 6−3                                          |
| 1980 | Balazs Taroczy                                    | Tony Giammalva                                    | 6−3, 3−6, 7−6                                     |
| 1979 | Björn Borg (3)                                    | Balazs Taroczy                                    | 6−1, 7−5                                          |
| 1978 | Björn Borg                                        | Corrado Barazzutti                                | 6−1, 6−2                                          |
| 1977 | Corrado Barazzutti                                | Balazs Taroczy                                    | 7−6, 6−7, 6−2                                     |
| 1976 | Antonio Zugarelli                                 | Corrado Barazzutti                                | 4−6, 7−5, 6−2                                     |
| 1975 | Manuel Orantes (2)                                | José Higueras                                     | 6−0, 6−3                                          |
| 1974 | Björn Borg                                        | Adriano Panatta                                   | 6−3, 6−0, 6−7, 6−3                                |
| 1973 | Stan Smith                                        | Manuel Orantes                                    | 6−4, 6−2, 7−6                                     |
| 1972 | Manuel Orantes                                    | Ilie Năstase                                      | 6−4, 6−3, 6−1                                     |
| 1971 | Ilie Năstase                                      | Jan Leschly                                       | 6−7, 6−2, 6−1, 6−4                                |
| 1970 | Dick Crealy                                       | Georges Goven                                     | 6−3, 6−1, 6−1                                     |
| 1969 | Manuel Santana (3)                                | Ion Ţiriac                                        | 8−6, 6−4, 6−1                                     |
| 1968 | Martin Mulligan (2)                               | Ion Ţiriac                                        | 8−6, 6−4, 6−4                                     |
| 1967 | Martin Mulligan                                   |                                                   |                                                   |
| 1966 | Alex Metreveli                                    | Manuel Santana                                    |                                                   |
| 1965 | Manuel Santana                                    | Roy Emerson                                       | 6−1, 6−1, 6−4                                     |
| 1964 | Roy Emerson                                       | Nikola Pilić                                      | 1−6, 7−5, 6−1, 6−2                                |
| 1963 | Jan-Erik Lundquist                                | Boro Jovanović                                    |                                                   |
| 1962 | Manuel Santana                                    | Jan-Erik Lundquist                                | 4−6, 5−7, 6−4, 7−5, 6−3                           |
| 1961 | Ulf Schmidt (2)                                   | Neale Fraser                                      |                                                   |
| 1960 | Luis Ayala (2)                                    | Ramanathan Krishnan                               |                                                   |
| 1959 | Luis Ayala                                        | Ramanathan Krishnan                               |                                                   |
| 1958 | Ashley Cooper                                     |                                                   |                                                   |
| 1957 | Ulf Schmidt                                       | Sven Davidson                                     |                                                   |
| 1956 | Ken Rosewall                                      | Kurt Nielsen                                      | 7−5, 6−3, 6−1                                     |
| 1955 | Ham Richardson                                    |                                                   |                                                   |
| 1954 | Budge Patty (3)                                   | Rex Hartwig                                       | 7−5, 2−6, 3−6, 8−6, 6−4                           |
| 1953 | Budge Patty                                       | Sven Davidson                                     | 6−4, 7−5, 6−8, 6−4                                |
| 1952 | Budge Patty                                       | Mervyn Rose                                       | 6−4, 6−3, 4−6, 6−3                                |
| 1951 | Sven Davidson                                     |                                                   |                                                   |
| 1950 | Eric Sturgess (3)                                 | Torsten Johansson                                 |                                                   |
| 1949 | Eric Sturgess                                     | Torsten Johansson                                 |                                                   |
| 1948 | Eric Sturgess                                     | Enrique Morea                                     |                                                   |

### Individual femení
| Any  | Campiona                    | Finalista          | Resultat      |
| ---- | --------------------------- | ------------------ | ------------- |
| 2017 | Kateřina Siniaková          | Caroline Wozniacki | 6−3, 6−4      |
| 2016 | Laura Siegemund             | Kateřina Siniaková | 7−5, 6−1      |
| 2015 | Johanna Larsson             | Mona Barthel       | 6−3, 7−6(2)   |
| 2014 | Mona Barthel                | Chanelle Scheepers | 6−3, 7−6(3)   |
| 2013 | Serena Williams             | Johanna Larsson    | 6−4, 6−1      |
| 2012 | Polona Hercog (2)           | Mathilde Johansson | 0−6, 6−4, 7−5 |
| 2011 | Polona Hercog               | Johanna Larsson    | 6−4, 7−5      |
| 2010 | Aravane Rezaï               | Gisela Dulko       | 6−3, 4−6, 6−4 |
| 2009 | María José Martínez Sánchez | Caroline Wozniacki | 7−5, 6−4      |

### Dobles masculins
| Any  | Campions                                          | Finalistes                                        | Resultat                                          |
| ---- | ------------------------------------------------- | ------------------------------------------------- | ------------------------------------------------- |
| 2025 | Guido Andreozzi Sander Arends                     | Adam Pavlásek Jan Zieliński                       | 6−7(4), 7−5, [10−6]                               |
| 2024 | Orlando Luz Rafael Matos                          | Manuel Guinard Grégoire Jacq                      | 7−5, 6−4                                          |
| 2023 | Gonzalo Escobar Aleksandr Nedovyesov              | Francisco Cabral Rafael Matos                     | 6−2, 6−2                                          |
| 2022 | Rafael Matos David Vega Hernández                 | Simone Bolelli Fabio Fognini                      | 6−4, 3−6, [13−11]                                 |
| 2021 | Sander Arends David Pel                           | Andre Begemann Albano Olivetti                    | 6−4, 6−2                                          |
| 2020 | Torneig suspès a causa de la pandèmia de COVID-19 | Torneig suspès a causa de la pandèmia de COVID-19 | Torneig suspès a causa de la pandèmia de COVID-19 |
| 2019 | Sander Gillé Joran Vliegen                        | Federico Delbonis Horacio Zeballos                | 6−7(5), 7−5, [10−5]                               |
| 2018 | Julio Peralta Horacio Zeballos                    | Simone Bolelli Fabio Fognini                      | 6−3, 6−4                                          |
| 2017 | Julian Knowle Philipp Petzschner                  | Sander Arends Matwe Middelkoop                    | 6−2, 3−6, [10−7]                                  |
| 2016 | Marcel Granollers David Marrero                   | Marcus Daniell Marcelo Demoliner                  | 6−2, 6−3                                          |
| 2015 | Jérémy Chardy Łukasz Kubot                        | Juan Sebastián Cabal Robert Farah                 | 6−7(7), 6−3, [10−8]                               |
| 2014 | Johan Brunström Nicholas Monroe                   | Jérémy Chardy Oliver Marach                       | 4−6, 7−6(5), [10−7]                               |
| 2013 | Nicholas Monroe Simon Stadler                     | Carlos Berlocq Albert Ramos                       | 6−2, 3−6, [10−3]                                  |
| 2012 | Robert Lindstedt Horia Tecău (3)                  | Alexander Peya Bruno Soares                       | 6−3, 7−6(5)                                       |
| 2011 | Robert Lindstedt Horia Tecău                      | Simon Aspelin Andreas Siljeström                  | 6−3, 6−3                                          |
| 2010 | Robert Lindstedt Horia Tecău                      | Andreas Seppi Simone Vagnozzi                     | 6−4, 7−5                                          |
| 2009 | Jaroslav Levinský Filip Polášek                   | Robert Lindstedt Robin Söderling                  | 1−6, 6−3, 10−7                                    |
| 2008 | Jonas Björkman Robin Söderling                    | Johan Brunström · Jean-Julien Rojer               | 6−2, 6−2                                          |
| 2007 | Simon Aspelin Julian Knowle                       | Martín Alberto García Sebastián Prieto            | 6−2, 6−4                                          |
| 2006 | Jonas Björkman Thomas Johansson (2)               | Christopher Kas Oliver Marach                     | 6−3, 4−6, [10−4]                                  |
| 2005 | Jonas Björkman Joachim Johansson                  | José Acasuso Sebastián Prieto                     | 6−2, 6−3                                          |
| 2004 | Mahesh Bhupathi Jonas Björkman                    | Simon Aspelin Todd Perry                          | 4−6, 7−6(2), 7−6(6)                               |
| 2003 | Simon Aspelin Massimo Bertolini                   | Lucas Arnold Mariano Hood                         | 6−7(3), 6−0, 6−4                                  |
| 2002 | Jonas Björkman Todd Woodbridge                    | Paul Hanley Michael Hill                          | 7−6(6), 6−4                                       |
| 2001 | Karsten Braasch Jens Knippschild                  | Simon Aspelin Andrew Kratzmann                    | 7−6(3), 4−6, 7−6(5)                               |
| 2000 | Nicklas Kulti Mikael Tillström (2)                | Andrea Gaudenzi Diego Nargiso                     | 4−6, 6−2, 6−3                                     |
| 1999 | David Adams Jeff Tarango                          | Nicklas Kulti Mikael Tillström                    | 7−6(6), 6−4                                       |
| 1998 | Magnus Gustafsson Magnus Larsson                  | Lan Bale Piet Norval                              | 6−4, 6−2                                          |
| 1997 | Nicklas Kulti Mikael Tillström                    | Magnus Gustafsson Magnus Larsson                  | 6−0, 6−3                                          |
| 1996 | David Ekerot Jeff Tarango                         | Joshua Eagle Peter Nyborg                         | 6−4, 3−6, 6−4                                     |
| 1995 | Jan Apell Jonas Björkman (2)                      | Jon Ireland Andrew Kratzmann                      | 6−3, 6−0                                          |
| 1994 | Jan Apell Jonas Björkman                          | Nicklas Kulti Mikael Tillström                    | 6−2, 6−3                                          |
| 1993 | Henrik Holm Anders Järryd                         | Brian Devening Tomas Nydahl                       | 6−1, 3−6, 6−3                                     |
| 1992 | Tomàs Carbonell Christian Miniussi                | Christian Bergström Magnus Gustafsson             | 6−4, 7−5                                          |
| 1991 | Ronnie Bathman Rikard Bergh (2)                   | Magnus Gustafsson Anders Järryd                   | 6−4, 6−4                                          |
| 1990 | Ronnie Bathman Rikard Bergh                       | Jan Gunnarsson Udo Riglewski                      | 6−1, 6−4                                          |
| 1989 | Per Henricsson Nicklas Utgren                     | Josef Cihak Karel Nováček                         | 7−5, 6−2                                          |
| 1988 | Patrick Baur Udo Riglewski                        | Stefan Edberg Nicklas Kroon                       | 6−7, 6−3, 7−6                                     |
| 1987 | Stefan Edberg Anders Järryd (2)                   | Emilio Sánchez Javier Sánchez                     | 7−6, 6−3                                          |
| 1986 | Sergio Casal Emilio Sánchez                       | Craig Campbell Joey Rive                          | 6−4, 6−2                                          |
| 1985 | Stefan Edberg Anders Järryd                       | Sergio Casal Emilio Sánchez                       | 6−0, 7−6                                          |
| 1984 | Jan Gunnarsson Michael Mortensen                  | Juan Avendaño Fernando Roese                      | 6−0, 6−0                                          |
| 1983 | Joakim Nyström Mats Wilander                      | Anders Järryd Hans Simonsson                      | 1−6, 7−6, 7−6                                     |
| 1982 | Anders Järryd Hans Simonsson                      | Joakim Nyström Mats Wilander                      | 0−6, 6−3, 7−6                                     |
| 1981 | Mark Edmondson John Fitzgerald                    | Anders Järryd Hans Simonsson                      | 2−6, 7−5, 6−0                                     |
| 1980 | Heinz Günthardt Markus Günthardt                  | John Feaver Peter McNamara                        | 6−4, 6−4                                          |
| 1979 | Heinz Günthardt Bob Hewitt                        | Mark Edmondson John Marks                         | 6−2, 6−2                                          |
| 1978 | Bob Carmichael Mark Edmondson                     | Peter Szoke Balázs Taróczy                        | 7−5, 6−4                                          |
| 1977 | Mark Edmondson John Marks                         | Jean-Louis Haillet François Jauffret              | 6−4, 6−0                                          |
| 1976 | Fred McNair Sherwood Stewart                      | Wojtek Fibak Juan Gisbert                         | 6−3, 6−4                                          |
| 1975 | Ove Nils Bengtson Björn Borg                      | Juan Gisbert Manuel Orantes                       | 7−6, 7−5                                          |
| 1974 | Paolo Bertolucci Adriano Panatta                  | Ove Nils Bengtson Björn Borg                      | 3−6, 6−2, 6−4                                     |
| 1973 | Nikola Pilić Stan Smith                           | Bob Carmichael Frew McMillan                      | 2−6, 6−4, 6−4                                     |
| 1972 | No celebrat                                       | No celebrat                                       | No celebrat                                       |
| 1971 | Ilie Năstase Ion Ţiriac (2)                       | Jaime Pinto-Bravo Butch Seewagen                  | 7−6, 6−1                                          |
| 1970 | Dick Crealy Allan Stone                           | Željko Franulović Jan Kodeš                       | 6−2, 2−6, 12−10                                   |
| 1969 | Ilie Năstase Ion Ţiriac                           | Manuel Orantes Manuel Santana                     | 6−3, 6−4                                          |

### Dobles femenins
| Any  | Campiones                                          | Finalistes                                         | Resultat         |
| ---- | -------------------------------------------------- | -------------------------------------------------- | ---------------- |
| 2017 | Quirine Lemoine Arantxa Rus                        | María Irigoyen Barbora Krejcikova                  | 3−6, 6−3, [10−8] |
| 2016 | Andreea Mitu Alicja Rosolska                       | Lesley Kerkhove Lidziya Marozava                   | 6−3, 7−5         |
| 2015 | Kiki Bertens Johanna Larsson                       | Tatjana Maria Olha Savtxuk                         | 7−5, 6−4         |
| 2014 | Andreja Klepač María Teresa Torró Flor             | Jocelyn Rae Anna Smith                             | 6−1, 6−1         |
| 2013 | Anabel Medina Garrigues Klára Zakopalová           | Alexandra Dulgheru Flavia Pennetta                 | 6−1, 6−4         |
| 2012 | Catalina Castaño Mariana Duque Mariño              | Eva Hrdinová Mervana Jugić-Salkić                  | 4−6, 7−5, [10−5] |
| 2011 | Lourdes Domínguez Lino María José Martínez Sánchez | Núria Llagostera Vives Arantxa Parra Santonja      | 6−3, 6−3         |
| 2010 | Gisela Dulko Flavia Pennetta (2)                   | Renata Voráčová Barbora Záhlavová-Strýcová         | 7−6(0), 6−0      |
| 2009 | Gisela Dulko Flavia Pennetta                       | Núria Llagostera Vives María José Martínez Sánchez | 6−2, 0−6, [10−5] |

## Palmarès anterior

### Individual femení (1948-1990)
| Any  | Campiona               |
| ---- | ---------------------- |
| 1990 | Sandra Cecchini (2)    |
| 1989 | Katarina Maleeva       |
| 1988 | Isabel Cuoto           |
| 1987 | Sandra Cecchini        |
| 1986 | Catharina Lindqvist    |
| 1985 | Maria Lindström        |
| 1984 | Anette Gulley          |
| 1983 | Virginia Ruzici (2)    |
| 1982 | Lena Sandin (2)        |
| 1981 | Lena Sandin            |
| 1980 | Virginia Ruzici        |
| 1979 | Elisabeth Ekblom       |
| 1978 | Elly Vessies-Appel     |
| 1977 | Florenta Mihai         |
| 1976 | Renata Tomanova        |
| 1975 | Sue Barker (2)         |
| 1974 | Sue Barker             |
| 1973 | Glynis Coles           |
| 1972 | Ingrid Bentzer         |
| 1971 | Helga Masthoff         |
| 1970 | Peaches Bartkowics (2) |
| 1969 | Peaches Bartkowics     |
| 1968 | Julie Heldman          |
| 1967 | Francoise Dürr         |
| 1966 | Christina Sandberg (2) |
| 1965 | Christina Sandberg     |
| 1964 | Donna Fales            |
| 1963 | Edda Buding            |
| 1962 | Maria Bueno            |
| 1961 | Belmar Gundersen       |
| 1960 | Lea Pericoli           |
| 1959 | Beverly Baker-Fleitz   |
| 1958 | Heather Degal          |
| 1957 | Shirley Bloomer        |
| 1956 | Ann Buxton             |
| 1955 | Doris Hart             |
| 1954 | Birgitta Sandén        |
| 1953 | Maureen Connolly       |
| 1952 | Helen Redick-Smith     |
| 1951 | Thelma Long (2)        |
| 1950 | Thelma Long            |
| 1949 | No celebrat            |
| 1948 | Hilde Sperling         |